# Grand Prix Sezon 1915
Sezon Grand Prix 1915 – kolejny sezon wyścigów Grand Prix organizowanych w Stanach Zjednoczonych przez AIACR. W Europie nie odbyły się wyścigi z powodu toczącej się I wojny światowej.

## Podsumowanie Sezonu
| Data      | Grand Prix                      | Tor           | Zwycięzca (kierowcy) | Zwycięzca (konstruktorzy) | Wyniki |
| --------- | ------------------------------- | ------------- | -------------------- | ------------------------- | ------ |
| 27 lutego | Grand Prix Stanów Zjednoczonych | San Francisco | Dario Resta          | Peugeot                   | Wyniki |
| 6 marca   | Vanderbilt Cup                  | San Francisco | Dario Resta          | Peugeot                   | Wyniki |